# إليانور لويز روس
إليانور لويز روس (بالإنجليزية: Eleanor Louise Ross)‏ هي محامية وقاضية أمريكية، ولدت في 8 ديسمبر 1967 في واشنطن العاصمة في الولايات المتحدة.